# فرودگاه سنت فردیناند
فرودگاه سنت فردیناند (به انگلیسی: Saint-Ferdinand Aerodrome) یک فرودگاه همگانی است که یک باند فرود چمن و شن دارد و طول باند آن ۹۱۴ متر است. این فرودگاه در شهر سنت فردیناند، کبک کشور کانادا قرار دارد و در ارتفاع ۳۲۰ متری از سطح دریا واقع شده است.